# Święta Góra (Góry Opawskie)
Święta Góra (niem. Heilig Berg) – wzgórze w polskiej części Gór Opawskich, w Sudetach Wschodnich, o wysokości 354 m n.p.m. Położone na południu Prudnika, w Lesie Prudnickim, w południowym odgałęzieniu grzbietu Okopowej. Należy do Korony Parku Krajobrazowego Góry Opawskie.

## Nazwa
W czasach niemieckich wzniesienie nosiło nazwę Heilig Berg. Jej dosłowne polskie tłumaczenie zostało wprowadzone do powszechnego użycia w latach 90. XX wieku dzięki przewodnikowi Marka Sitki. Geneza nazwy nie jest znana. Skojarzenia ze „świętością” może przywoływać sąsiedztwo klasztoru franciszkanów pod Kozią Górą i ruiny sanktuarium na Kaplicznej Górze. Zdaniem Andrzeja Derenia, nazwa góra może pochodzić od świętego obrazka lub małego krzyża wiszącego w przeszłości na jej szczycie.

## Geografia
Wzniesienie położone na obszarze Parku Krajobrazowego Gór Opawskich w północno środkowej części Gór Opawskich zwanej Lasem Prudnickim, na północnej ich krawędzi, około 4 km na południowy zachód od centrum miejscowości Prudnik.
Niewielkie kopulaste wzniesienie Gór Opawskich między Kozią Górą po północnej stronie a Zbylutem po południowej stronie oddzielone od nich niewielkimi przełęczami. Wznosi się w południowo-wschodnim odgałęzieniu grzbietu odchodzącego od Okopowej. Wzniesienie charakteryzuje się regularną rzeźbą i ukształtowaniem oraz dość stromymi zboczami i mało wyrazistym, płaskim szczytem. Wzgórze wyraźnie wydzielają wykształcone doliny Trzebinki i jej bezimiennych dopływów. Wzniesienie zbudowane ze skał osadowych pochodzenia morskiego, głównie piaskowców, szarogłazów. Zbocza wzniesienia pokrywa niewielka warstwa młodszych osadów z okresu zlodowaceń plejstoceńskich.
Cała powierzchnia wzniesienia łącznie z partią szczytową porośnięta jest lasem. Zboczami wzniesienia na szczyt prowadzą leśne ścieżki. U zachodniego podnóża wzniesienia, położona jest miejscowość Dębowiec. Położenie wzniesienia oraz kształt czynią wzniesienie rozpoznawalnym w terenie.

## Historia
Wyraźna ścieżka na stoku Świętej Góry wyznaczała fragment granicy między lasem, który był własnością Prudnika, a lasem trzebińskim. Obecnie biegnie tędy granica między miastem i gminą Prudnik a wsią Trzebina w gminie Lubrza. Na przedłużeniu granicznej ścieżki znajduje się podłużny i spłaszczony kamień, który według Andrzeja Derenia mógł pełnić funkcję kamiennej kładki na pobliskim strumieniu, albo był jednym z kamieni granicznych Królewskiego Miasta Prudnik.
W jednym z prudnickich opracowań z lat 20. XX wieku wymieniona jest strzelnica na Świętej Górze. Geneza strzelnicy może jednak sięgać XIX wieku, co czyniłoby ją najstarszą strzelnicą w okolicy. Była ona punktem orientacyjnym dla sieci szlaków turystycznych w Lesie Prudnickim. Po strzelnicy zachowały się wyraźne wały, kulochwyt i miejsce po drewnianym budynku.
Na wschodnim zboczu wzgórza utworzono miejsce wypoczynku Reimannsruh z dwiema ławkami z widokiem na Dębnicką Dolinę, nazwane na cześć rajcy i naczelnika wydziału leśnego Karla Reimanna. Miejsce wyznaczała kamienna tablica z napisem C. Reimann's Ruh. W październiku 1928 Karl Schubert zaobserwował w okolicy Reimannsruh występowanie mułka buławkowatego. Po II wojnie światowej kamienna tablica została wyrwana z ziemi, a następnie wkopana w nowym miejscu.

## Turystyka

### Szlaki turystyczne
W rejonie Świętej Góry przebiegają szlaki turystyczne:
- Główny Szlak Sudecki im. Mieczysława Orłowicza (440 km): Prudnik – Świeradów-Zdrój
- Szlak Historyczny Lasów Królewskiego Miasta Prudnik (17,5 km): Park Miejski w Prudniku – stare dęby w Prudniku – Kapliczna Góra – Kobylica – Dębowiec – rozdroże pod Trzebiną – sanktuarium św. Józefa w Prudniku–Lesie – Prudnik–Lipy – Park Miejski w Prudniku

### Szlaki rowerowe
W rejonie Świętej Góry przebiegają szlaki rowerowe:
- Wokół Lasu Prudnickiego – Pętla II (13,5 km): Prudnik – sanktuarium św. Józefa w Prudniku–Lesie – rozdroże pod Trzebiną – Dębowiec – Prudnik